# Edificio de Papeleras Reunidas
El edificio de Papeleras Reunidas, situado en la plaza Emilio Sala número 1 de la ciudad de Alcoy (Alicante), Comunidad Valenciana, es un edificio privado de estilo ecléctico y art déco construido en el año 1930, que fue proyectado por el arquitecto Vicente Valls Gadea.
Es una edificación de grandes dimensiones, con estilo de arquitectura ecléctica y que ocupa toda la manzana. Fue la sede central de la empresa Papeleras Reunidas S.A., empresa que en 1934 reunió a la mayor parte de los fabricantes de papel de la ciudad, famosos por su libros de papel de fumar y de celulosa.
El edificio tiene cinco plantas; la última, separada de las otras por una potente moldura, forma la cornisa del edificio. Destacan la portada principal, con un monumental arco de medio punto, y los remates en las cuatro esquinas, como torretas. 
La entrada al edificio es de doble altura y la escalera principal tiene azulejos y cristaleras, situada en el vestíbulo. De especial interés es la reforma del último piso en donde se pueden apreciar la cubierta de madera, los pilares de fundición y los cuchillos metálicos.
El inmueble fue reformado en el año 1997 y posteriormente ocupado por la sede del Centro Europeo de Empresas Innovadoras (CEEI-Alcoy) y del Instituto Tecnológico Textil (AITEX).
En 2024 el edificio ha pasado a disposición del Campus de Alcoy de la Universidad Politécnica de Valencia, donde se va a instalar la nueva ciudad politécnica de investigación.